# Charles Marion

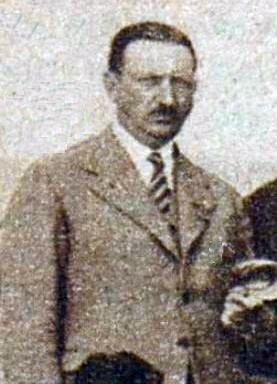
Comandante Charles Marion, em Agosto de 1932.

Charles Louis Pierre Marion (Saint-Germain-en-Laye, 14 de janeiro de 1887 - Annecy, 16 de novembro de 1944) foi um adestrador e oficial francês, campeão olímpico.

## Carreira
Charles Marion representou seu país nos Jogos Olímpicos de 1928 e 1932, na qual conquistou a medalha de ouro no adestramento por equipes em 1932, e prata no individual em 1928 e 1932.